# Капустина, Антонина Матвеевна
Антонина Матвеевна Капустина — советский хозяйственный, государственный и политический деятель.

## Биография
Родилась в 1902 году в городе Чёрный Яр.
С 1924 года — на хозяйственной, общественной и политической работе. В 1924—1955 гг. — учительница в селе Солёное Займище, учительница Черноярской опорно-районной школы 1-й ступени, заведующая образцовой начальной школы, заведующая педкабинетом, учительница Черноярской школы, заведующая педкабинетом, заведующая Черноярской начальной школы.
Избиралась депутатом Верховного Совета СССР 2-го и 3-го созывов.